# قاب سنگی سراب کنار
قاب سنگی سراب کنار در شهرستان دالاهو، بخش مرکزی، دهستان بان زرده، حدود ۲ کیلومتری شرق روستای شالان واقع شده و این اثر در تاریخ ۲۷ اسفند ۱۳۸۶ با شمارهٔ ثبت ۲۲۴۱۰ به‌عنوان یکی از آثار ملی ایران به ثبت رسیده است.